# Rüdiger von Wedel
Konrad Rüdiger von Wedel (russisch Иродион Кондратьевич Ведель Irodion Kondratjewitsch Wedel; † 1754) war ein russischer General.

## Leben

### Herkunft, Familie, Name und Stand
Rüdiger von Wedel war Angehöriger des neumärkisch-pommerschen Adelsgeschlechts von Wedel, genauer aus dem Stamm Reetz-Nörenberg. Seine Eltern waren Ernst von Wedel auf Glambeck († 1706) und Sophie, geborene von Wedel († 1687).
Er bzw. der russische Major Gustav von Wedel († 1768) wurden teils einer anderen Familie Weidel zugestellt. Gustav von Wedel war ein Sohn des Konrad von Wedel auf Glambeck († nach 1698). Gustavs Mutter war ebenfalls eine geborene von Wedel. Weiterhin waren die Vettern 1. Grades über Geschwister miteinander verschwägert. Diese verwandtschaftliche Verdichtung und die Herkunft aus der, aus baltisch-russischer Perspektive abgelegenen Neumark, sowie die dortige, damit verbundene relative Unkenntnis über die Familie Wedel, mögen zu einer Vermengung geführt haben, in deren Folge der erste Vorname Konrad zum Patronym umgebildet wurde. Rüdiger wandelte sich zu Iradion, woraus bei der Transliterierung aus dem Russischen ins Deutsche Rufnamenszuweisungen wie Rudolph oder Robert entstanden.
Rüdiger von Wedel, gemeinhin und unbeanstandet als Baron Wedel tituliert, vermählte sich mit Anastasia Bogdanowna Passek. Ihr Vater war Bogdán Iwanowitsch Pássek († 1758), 1734 Richter im kleinrussischen Generalgericht, auch Oberstleutnant und Vizegouverneur (Wojewode) von Belgorod, dessen Großvater Danilo Iwanowitsch Pássek, um 1680, gehörte einem nach Kleinrussland und Litauen eingewanderten, aus Böhmen (bzw. Galizien) stammenden Geschlecht an. Verheiratet war jener mit Sophia Iwanowna Fürstin Drutzki-Sokolinski.
Aus der Ehe mit Anastasia Bogdanowna gingen zwei Töchter hervor.
- Anna (1744–1830); ⚭ 1766 Sachar Grigorjewitsch Graf Tschernyschow (1722–1784), russischer Generalfeldmarschall und Staatsmann[8]
- Maria (1746–1775); ⚭ 1767 Pjotr Iwanowitsch Graf Panin (1721–1789), russischer Generalleutnant[9]

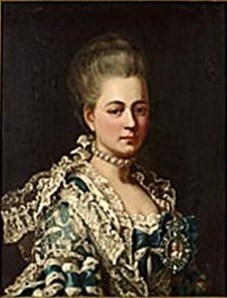
Anna Rodionowna Gräfin Tschernyschowa, geb. Baroness Wedel (Roslin, 1776)
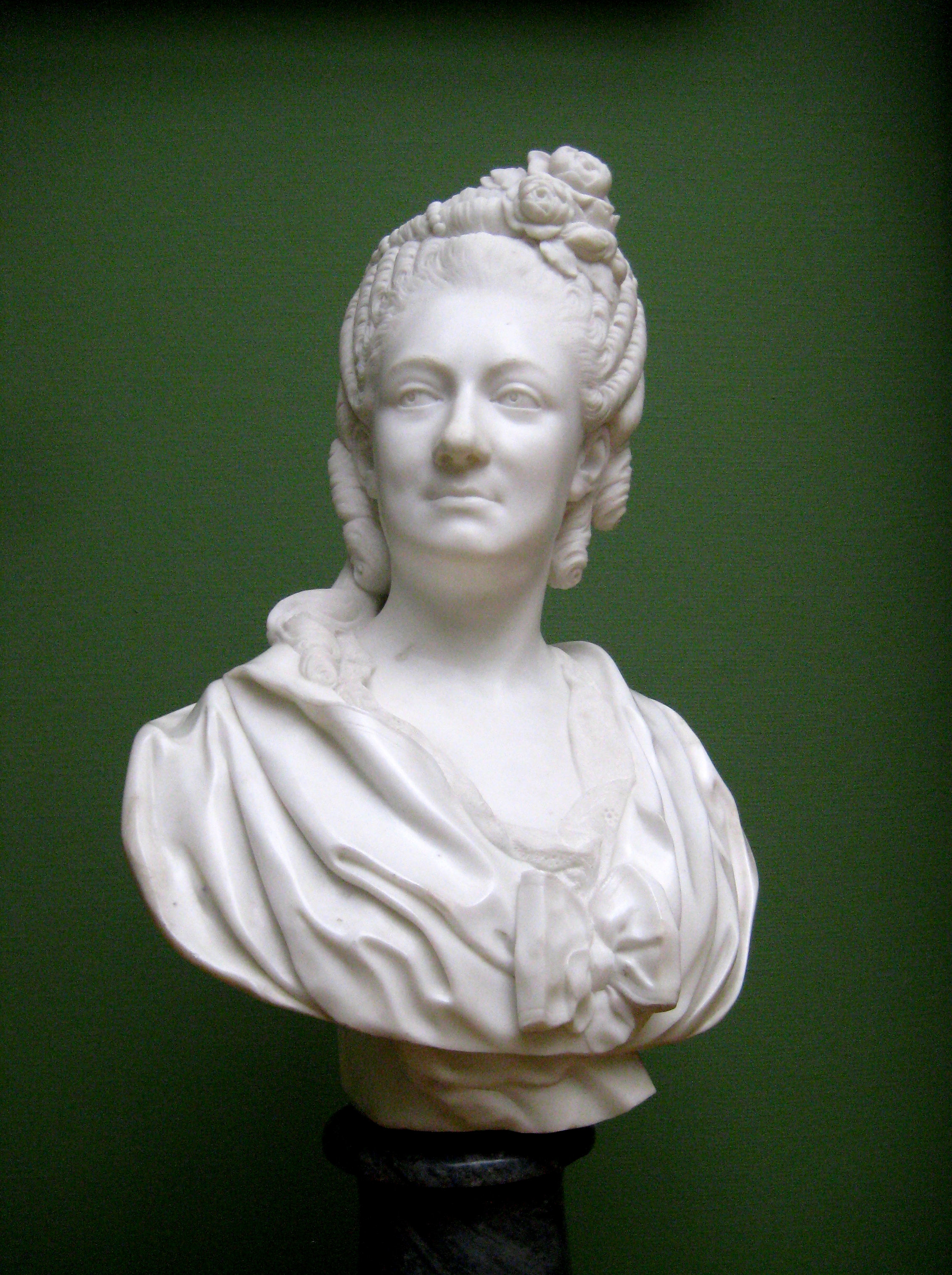
Maria Rodionowna Gräfin Panina, geb. Baroness Wedel (Schubin, 1770er)

### Militärischer Werdegang

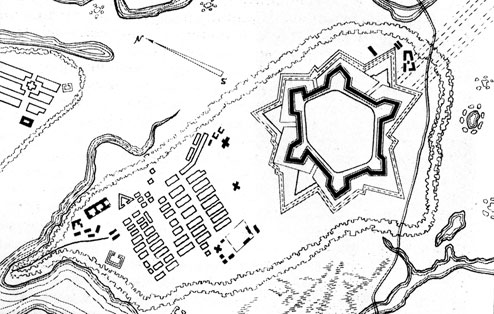
Festung St. Anna

Wedel bestritt eine Offizierslaufbahn in der Kaiserlich Russischen Armee. 1731 war er Oberst in einem Dragoner-Regiment auf dem Gebiet der späteren Ukraine. 1734 kämpfte er im Polnischen Thronfolgekrieg und ersuchte im selben Jahr um Beförderung, hat jedoch wenig später seinen Abschied erhalten. Wedel stand aber bald wieder als Oberst in der Armee und nahm 1736/1737 am Feldzug gegen die Türken und Tataren teil. Noch 1739 oder im Februar 1740 avancierte er zum Generalmajor. Auch am Russisch-Schwedischen Krieg nahm er 1742 aktiv teil. Vermutlich in 1751 war Wedel auf der Festung St. Anna im heutigen Oblast Rostow stationiert, die Russland den Zugang zum Asowschen Meer sicherte.
Eventuell ist er später noch zum Generalleutnant aufgestiegen.
Bereits 1747 erwarb er einen im Gebiet des heutigen russischen Oblast Belgorod liegenden Weiler und nannte ihn Weidelewka. 